# 佐藤智 (栗原市長)
佐藤 智（さとう さとし、1957年（昭和32年）3月8日 - ）は、日本の政治家。宮城県栗原市長（2期）。

## 来歴
宮城県栗原市出身。1975年宮城県築館高等学校卒業。同年築館町役場に勤務する。2005年築館町は合併により栗原市となったが、引き続き栗原市役所に勤務する。同市企画部行政管理課長、総務部人事課長、総務部財政課長、総務部次長兼財政課長、教育部長、総務部長を経て、2015年に副市長となる。
2017年の栗原市長選挙では勇退する佐藤勇の後継者として立候補したが、中学と高校の同級生だった元栗原市議の千葉健司に42票差で敗れた。4年後の2021年の市長選挙で再び立候補、前回と同じ現職の千葉との一騎打ちとなり、1484票差で雪辱を果たし初当選。2025年4月27日執行の市長選挙では千葉に対し2522票差をつけ再選された。